# ウッドローン墓地 (ニューヨーク市ブロンクス)
ウッドローン墓地（ウッドローンぼち、Woodlawn Cemetery）は、アメリカ合衆国ニューヨーク市ブロンクス区にある墓地。1863年創設。日本人では野口英世、高峰譲吉などの医学者や新井領一郎、佐々木指月らの墓がある。

## 埋葬されている主な人物
| - アレクサンダー・アーキペンコ - 新井領一郎 - キング・オリヴァー - デューク・エリントン - リンドリー・ミラー・ガリソン - ジェームズ・ロバート・キーン - フリッツ・クライスラー - ジェイ・グールド - ジェイ・グールド2世 - フランツ・シーゲル - ミルト・ジャクソン - ジョン・ウィリアム・スターリング - イジドー・ストラウス - アレキサンダー・セバスキー - 高峰譲吉 - マイルス・デイヴィス - ウィリアム・C・デュラント - ジョージ・W・デロング - 野口英世 - ヴィクター・ハーバート - アーヴィング・バーリン - バーバラ・ハットン - ベンジャミン・フランクリン・バトラー (司法長官) - フランクリン・ルーズベルト | - オスカー・ハマースタイン1世 - ラルフ・バンチ - ライオネル・ハンプトン - チャールズ・エヴァンズ・ヒューズ - ジョーゼフ・ピューリツァー - ミカエル・ピューピン - デヴィッド・ファラガット - ジェラルディン・フィッツジェラルド - ネリー・ブライ - エリザベス・ビスランド - フランキー・フリッシュ - オットー・プレミンジャー - ブローバ家 - ウィリアム・コリンズ・ホイットニー - ガートルード・ヴァンダービルト・ホイットニー - ハリー・ペイン・ホイットニー - コールマン・ホーキンス - ジャッキー・マクリーン - バット・マスターソン - ハーマン・メルヴィル - デイモン・ラニアン - ダニエル・スコット・ラモント - マックス・ローチ - フランク・ベルナップ・ロング |

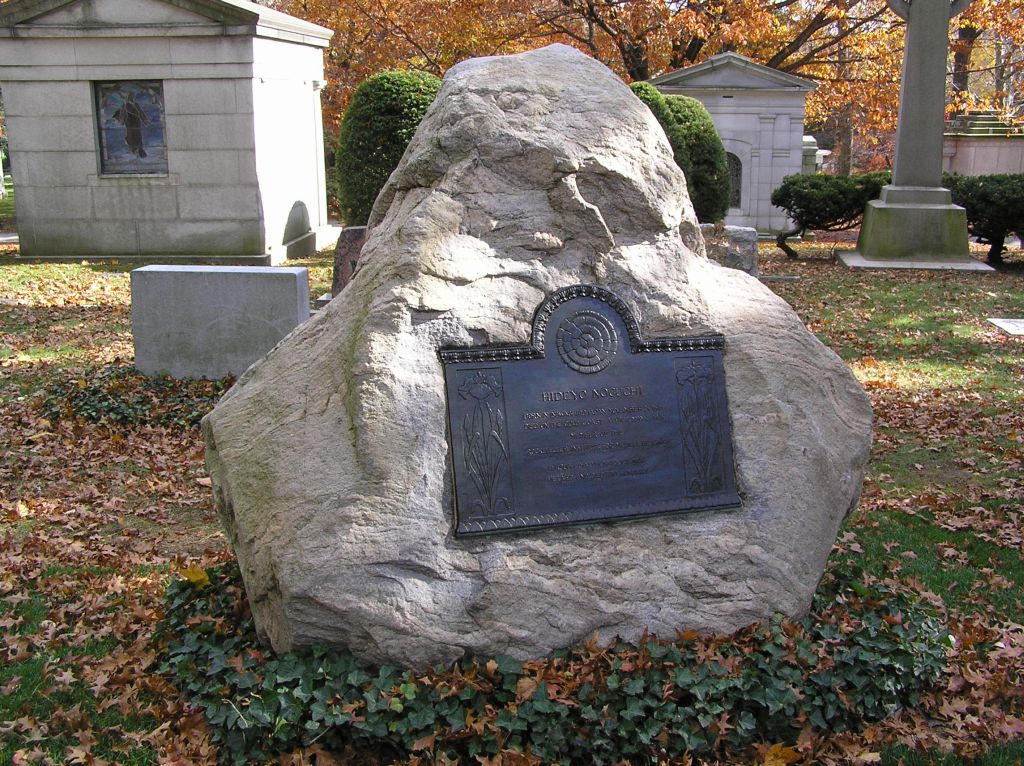
野口英世の墓

### 野口英世の墓
野口英世の墓は入口から見える右から2番目の廟の右側、ホワイトウッド (Whitewood) という区画にある。墓碑銘には　
Hideyo Noguchi
Born in Inawashiro Japan November 24 1876
Died on the Gold Coast Africa May 21 1928
Member of the
Rockefeller Institute for Medical Research
Through Devotion to Science
He Lived and Died for Humanity
と刻まれている。

## アクセス
- ニューヨーク市地下鉄4系統ウッドローン駅下車